# Метеорологічний провулок (Житомир)
Метеороло́гічний провулок — провулок в Богунському районі міста Житомира.    

## Характеристики

### Розташування
Розташований у північно-західній частині міста. Бере початок з вулиці Перемоги, завершується на Руднянському майдані.    
Провулок складної конфігурації, Л-подібний на плані; прямує на північний захід, затим має два повороти, відповідно, на захід та південний захід.    
Початок вулиці, до перехрестя з вулицями Новосінною та Григорія Сковороди розташований в Старому місті. Далі на захід провулок прямує крізь історичну місцевість Рудню.    
Провулок перетинається з вулицями Новосінною та Григорія Сковороди, Котляревського. Від провулка беруть початок: 1-й Винокурний та 2-й Хмельовий провулки. Перехрестям з Метеорологічним провулком завершуються: 1-й та 2-й Метеорологічний, Виробничий провулки та Метеорологічний проїзд.    
Для провулка характерні стрімкі перепади рельєфу.    

### Громадський транспорт
У провулку не курсує. Найближчі зупинки маршрутного таксі — на вулицях Короленка, Захисників України, Григорія Сковороди, Перемоги. Найближчі зупинки тролейбуса — на вулицях Перемоги, Чехова та Малікова.     

### Забудова
Між вулицями Перемоги та Котляревського — садибна житлова, що сформувалася до початку XX століття. Садиби, що сформувалися до початку XX століття зустрічаються між 1-м Винокурним провулком й Руднянським майданом. Садибна житлова забудова між вулицею Котляревського та 1-м Винокурним провулком формувалася у 1920-х — 1950-х роках.     

## Історія
Початок провулка, між вулицями Перемоги та Котляревського, являє собою частину стародавнього шляху із Житомирського замку на село Вільськ, що виник не пізніше XVII століття та функціонував до початку XIX століття. Внаслідок будівництва нової ділянки нинішньої вулиці Перемоги від Метеорологічного провулка до майдану Визволення, ділянка шляху по Метеорологічному провулку та вулиці Котляревського втратила свою актуальність та перетворилася на місцеву дорогу до хуторів Кокоричанка, Каракулі.      
До середини XIX століття ділянка шляху між сучасними вулицями Перемоги та Григорія Сковороди переважно сформувалася у вигляді міського провулка із садибною забудовою.      
Згідно з планом 1856 року провулок відомий як Старий.     
З другої половини XIX століття до більшовицького перевороту провулок відомий як Саноцький (Саноцького). Назва походить від прізвища землевласника, чия садиба знаходилася на початку цього провулка.      
Станом на початок XX століття траса провулка набула нинішнього вигляду. Як міський провулок з регулярною садибною житловою забудовою сформувався до Кокоричанського провулка (нині вулиця Котляревського). Сформувалося нинішнє завершення провулка від Руднянського майдану до Винокуренного провулка. Між Винокуренним та Кокоричанським провулками являв собою дорогу, обабіч якої розкинулися рілля й сади.
Наприкінці XIX століття у провулку відкрито Житомирську метеорологічну станцію. За більшовиків Саноцькому провулку надано нинішню назву Метеорологічний.     
Після Другої світової війни сформувалася забудова між нинішніми вулицею Котляревського та 1-м Винокурним провулком.       
У 1950-х роках крізь стару забудову провулка прорізано запроєктовані ділянки вулиць Новосінної й Григорія Сковороди. У 1995 році садиби парної сторони на початку провулка розрізала нова ділянка Новосінної вулиці. 